# 末日預言
《末日預言》（英語：Knowing）是一部2009年美国科幻片，由亞歷士·普羅亞斯執導，尼古拉斯·凯奇主演。该片原由哥倫比亞電影公司旗下导演执导，后来卖给Escape Artists公司。电影的发行权由顶峰娱乐公司获得。电影在澳大利亚墨尔本拍摄，在多个地方拍摄以模仿电影中波士顿的设置。电影于2009年3月20日在美国上映，DVD和Blu-ray碟在2009年7月7日发布。

## 情節
1959年，位于麻薩諸塞州的“威廉·道斯小学”举行庆祝学校成立的庆祝活动，一个時間囊装载了同学们对未来的幻想画作埋藏地底，计划在学校成立50周年时开启。一名叫露辛达·昂布里的女孩上交了一张写满数字的“画作”。当晚，老师发现露辛达关在一間更衣室内，双手指尖沾满血，在更衣室门后留下一行数字，并说让老师“阻止它发生”。
2009年，时间囊开启，画作送到当时的同学们手中。麻省理工学院天体物理学教授约翰·凯斯特勒的兒子卡莱布得到了露辛达的画作。約翰对这幅画作产生兴趣。随后发现其上的数字是过去50年中发生的重大事故的日期和死亡人数，还有一些数字不明其意。纸上还预测了三个尚未发生的事故。与此同时，卡莱布听到了一群“陌生人”通过心灵感应的密语。
次日，约翰在去接卡莱布放学途中，目睹了一场商业航班坠机事件，正好是画作预测的下一个事故，死亡人数也符合。约翰还发现剩下的未知数字代表事故发生地的地理坐标。通过与露辛达老师的交谈，约翰了解了露辛达在更衣室的奇怪行为以及她已于数年前過世于药物过量的消息。他约见了露辛达的女儿戴安娜·韦兰，但在提到露辛达神秘或画作时遭到了冷遇。当然约翰用画作上的数字成功预言了下一场事故：紐約地鐵出轨事故。 戴安娜找到约翰，并一同前往露辛达的旧居。约翰在床底发现，最后一个预测的死亡人数不是“33”，而是“EE”，代表“其他所有人”（Everyone Else）。在旧居外，约翰遇到了“陌生人”，却看见他消失在一片白光中。戴安娜的女儿艾比称她也能听到陌生人的密语。
约翰预测到太阳的大规模耀斑将抵达地球，这场灾难将是全球性的。而约翰坚信露辛达知道避难地点并留下坐标。因此他前往威廉道斯小学，拆下更衣室门板，除去油漆并得到坐标地点：就是露辛达的旧居附近。而戴安娜却坚持要另找地下庇护所，她驱车带走卡莱布和艾比。在一个加油站，人们听到电视中宣布的太阳耀斑消息，立刻慌乱起来。“陌生人”开走了戴安娜的车并带走两个孩子。戴安娜情急之下驾驶另一辆车追随，却在一个十字路口被大卡车撞击而過世。她過世的时间也是其母露辛达准确预言的。
在露辛达的旧居，约翰发现两个孩子和四个陌生人在一起。一个巨大的飞行器缓缓降落，“陌生人”显露出非人外表：半透明躯体和若隐若现的翅膀。陌生人说只有孩子可以随他们同去，逃离灾难。随后飞船载着两个孩子上升，此刻，地球上其他地方的多艘飞船也正远离地球，加速飞向外太空。约翰驾车到波士顿与父母和妹妹团聚。他们互相拥抱以迎接太阳耀斑爆发激波的袭击。當天留在地球上的人類無一倖存。
片末，卡莱布與艾比奔跑在一片金黄色植物覆盖的大陆上，類似於基督敎聖典《聖經》所說的一幕。

## 演員
| 演員            | 角色                                           |
| --------------- | ---------------------------------------------- |
| 尼可拉斯·凱吉   | 約翰柯斯勒／Professor Jonathan "John" Koestler |
| 錢德勒·坎特布瑞 | 卡雷柯斯勒／Caleb Koestler                     |
| 蘿絲·拜恩       | 黛安娜韋倫／Diana Wayland                      |
| 蕾拉·羅賓森     | 愛碧韋倫／Abigail "Abby" Wayland               |
| 班·曼德森       | 費力貝克曼／Phil Beckman                       |

## 評價
電影評論網站爛番茄，基於134篇評論中32％給予正面的評價，平均得分為4.6/10。在Metacritic根據27篇影評總和，電影平均分數為100中得到41分。一致指出，該片有「一些有趣的想法和幾個很好的場景」，但過多「荒唐情節和過度陰謀論」。
A.O.史考特於《紐約時報》說，「如果你的意圖是要省思，讓人流連忘返的寓言恐怖驚悚片，當觀眾看到大規模死亡和暗示地球毀滅，戲院卻充滿笑聲，它可能不是一個好的現象。......拖沓兩個小時長的末日預言，您會渴望世界末日快來到，即使你擔心沒有時間回答您腦中所有疑問」。在《舊金山紀事報》，彼得稱該片「令粉絲失望的普羅亞斯」和「令人驚訝的糟糕成果。」他認為尼可拉斯·凱吉「在片中無聊且可笑，部分原因是腳本總是讓他做反常行為或消沉沮喪的演出。」
麥可·奧沙利文《華盛頓郵報》裡認為，電影是「驚悚懸疑，至少在三分之二左右，適度採用的預言未來的方式......但是敘事觀點到此為止......逐漸轉變一種基調，令人感到愚蠢和失望。......我發現自己知道－但幾乎可以認為－什麼即將發生。」賴雪·芬夏基於《洛杉磯時報》認為該片「沉悶，有時是意識形態上衝突落差」，並補充說「該片嚴肅的對話台詞時刻太多，比起此認為觀眾更想看飛機墜毀或地鐵出軌。」
羅傑·艾伯特反倒喜愛本片，在《芝加哥太陽報》評其為四星評價，「最佳科幻電影我已經看到了，驚悚、懸疑、聰明，而不是只是恐怖。」他繼續說，「專業具說服力的故事線，普羅亞斯將字元串一起事件，使整部電影充滿高潮與戲劇張力。」

## 票房
北美地區2009年3月20日上映的3332影院，週末開出約兩千四百六十萬美元票房成績，名列當週票房冠軍。根據票房調查，百分之六十三的觀眾是25歲以上，男女相當。截至2009年3月29日，北美地區電影票房收入估計有四千六百二十萬美元。國際票房名列第一，在1711家影院上映的海外市場票房收入共計九百八十萬美元，其中三百五十五萬美元來自英國。

## 与《圣经》之間的關係
有一种观点认为这是一部含蓄的宗教題材電影，電視中關於將来的預言似乎是一种从上帝而来的恩赐，就像男主角说的'ability'、'gift'。在破屋里面出现《聖經·旧约·以西结书》中的画面和一本破旧的《圣经》，而最后離開地球的孩子所乘坐的載具看起來就像是由四位天使的身體所構成的基路伯。在另一个星球上，凡人將會再次繁衍興旺。由於男主角的父亲是牧师出身，因此他坦然地面对末日，并且在最後一刻平靜地说道：「這不是終結。（It is not the end.）」

## 外部連結
- （英文）官方網站 （页面存档备份，存于）
- 互联网电影数据库（IMDb）上《末日預言》的资料（英文）
- AllMovie上《末日預言》的资料（英文）
- 爛番茄上《末日預言》的資料（英文）
- Metacritic上《末日預言》的資料（英文）
- Box Office Mojo上《末日預言》的資料（英文）